# 滝川益氏
滝川 益氏（たきがわ ますうじ、大永7年（1527年） - 寛永12年（1635年））は、戦国時代から江戸時代初期にかけての武将。滝川氏の一族。通称は儀太夫または新助（新介）。前田利益は次子とする説がある。妹あるいは娘は前田利久（利益の養父）室。楠木氏最後の当主楠木正盛は「瀧川義太夫」の娘を室としている（『勢州軍記』）が、この義太夫が益氏のことか滝川益重のことかは不明。

## 生涯
織田氏の家臣・滝川一益の従弟ともいわれる。佐治 益氏（さじ ますうじ）と同一人物もしくは他の人物との混同があるとも言う。
主君の一益に従って、天正10年（1582年）の甲斐の甲州征伐や、同年6月に発生した本能寺の変の後に起こった相模の後北条氏との争いにも従軍（神流川の戦い）した。しかし、一益が上野国を失い伊勢国へ敗走すると益氏もこれに従った。
天正11年（1583年）、賤ヶ岳の戦いにおいて一益は柴田氏に与し、関盛信の留守に乗じ亀山城を奪い、峯城（嶺城）にいた羽柴秀吉（のちの豊臣秀吉）派の岡本宗憲を駆逐すると、亀山城に益氏、峯城に滝川益重が入れられた。しばらくして両城は羽柴軍の猛攻を受け、亀山城は2月16日から包囲されるとこれをよく防戦したが、一益が使者を亀山城に派遣し開城を薦めたため、益氏は3月3日に開城し、長島城に入った。
晩年については不明であるが、寛永12年（1635年）に100歳を超える年齢にて死去したという。